# إلمر ألسويرث براون
إلمر ألسويرث براون (بالإنجليزية: Elmer Ellsworth Brown)‏ هو تربوي أمريكي، ولد في 1861 في كيانتون في الولايات المتحدة، وتوفي في 1934 في نيويورك في الولايات المتحدة.